# 공시의 원칙
공시의 원칙(公示－原則)이란 물권의 변동은 언제나 외부에서 인식할 수 있는 어떤 표상, 곧 공시방법을 수반해야 한다는 것을 말한다.
공시의 원칙은 제3자에 대하여 물권의 변동을 알리는 것을 목적으로 한다. 물권은 배타적 효력을 가지는 권리이므로 제3자가 그 권리의 존재를 용이하게 알 수 있도록 해두지 않으면 제3자에게 예측하지 못했던 손해를 끼쳐 거래의 안전을 해할 염려가 있기 때문이다. 따라서 물권의 변동이 있더라도 공시(외부에서 인식할 수 있는 일정한 표상)를 갖추지 않는 한, 양수인은 원칙적으로 제3자에 대하여 물권의 취득을 주장할 수 없다.

## 같이 보기
- 공신의 원칙
- 대한민국 상법 제172조

## 참고 자료
- 이 문서에는 다음커뮤니케이션(현 카카오)에서 GFDL 또는 CC-SA 라이선스로 배포한 글로벌 세계대백과사전의 내용을 기초로 작성된 글이 포함되어 있습니다.